# 亨特學院
亨特学院（英語：Hunter College），坐落于曼哈顿上东区的莱克诺斯山（Lenox Hill）地段，是纽约市立大学系统中的一所四年制学院。学院下分有5所次级学院：科学与艺术学院（The School of Arts and Sciences），教育学院（The School of Education），社会工作学院（The School of Social Work），亨特-贝尔维尤护理学院（The Hunter-Bellevue School of Nursing）以及公共卫生学院（The CUNY School of Public Health at Hunter College），提供超过一百七十类大学本科学士及研究生学位。另外，亨特学院也负责下属的亨特高中及亨特小学的招生。

## 历史
亨特学院成立于1870年，是美国最古老的公立学校之一。学院建立之初为一所女子学院，也是美国第一所免费的师范学校。1964年起开始招收男性新生。
亨特学院以其学生族裔多元化而出名，接纳来自150个国家的学生。著名校友包括两名诺贝尔医学奖得主：格特鲁德·B·艾利恩（Gertrude B. Elion）和罗莎琳·萨斯曼·耶洛（Rosalyn Sussman Yalow）。

### 成立
亨特学院由爱尔兰裔移民托马斯·亨特（Thomas Hunter）建立，其本人也作为首任校长达37年。学院的前身为设立于1870年的女子师范学校及高中（Female Normal and High School），后来改名为纽约市师范学院（Normal College of the City of New York）。起初以培养女性教师为宗旨，开放给全市所有有资质的妇女，无论种族，宗教或文化背景。在那时，几乎全部女子学院都设有针对种族或宗教的招生门槛。

## 校区

### 主校区
亨特学院的主校区位于东68街与莱星顿大道交界，包括东大楼，西大楼，北大楼以及托马斯·亨特堂，各大楼之间以空中走廊相连接。校区的地理位置优越，步行数分钟即可到达中央公园，附近也有很多纽约市的文化名胜，诸如大都会艺术博物馆，亚洲协会及其博物馆以及弗里克收藏馆。学校底下即为纽约地铁6号线的68街站点。亨特学院下的科学与艺术学院以及教育学院进驻于主校区内。

### 卫星校区
亨特学院下辖两个卫星校区：Silberman社会工作学院大楼以及布鲁克戴尔校区。Silberman社会工作学院大楼位于东118及119节与三大道交界，Silberman社会工作学院及公共卫生学院进驻于内。布鲁克戴尔校区位于东25街与一大道交界，亨特-贝尔维尤护理学院，医疗专业学校（School of Health Professions）及医疗专业图书馆等皆进驻于内。

## 学术及排名
亨特学院受美国中部教育协会（Middle States Commission on Higher Education）认证，下设的各学位也有各自的学术机构认证。学校提倡学生接受广泛的文理教育（liberal arts）；无论专业如何，所有亨特学院的学生都必须完成12学分的“pluralism and diversity”（多元化社会）课程要求。
亨特学院是纽约市立大学系统内招生最严格的学院之一。2014年秋季录取率为34.8%。
亨特学院以其出色的大学教育及低廉的学费而闻名，连续三年被普林斯顿评论（Princeton Review）评为“十大最具性价比的公立大学”之一。